# Namhyeon-dong, Seoul
Namhyeon-dong (koreanska: 남현동)  är en stadsdel i Sydkoreas huvudstad Seoul. Den ligger i stadsdistriktet Gwanak-gu i den sydvästra delen av staden.